# Neuromeer

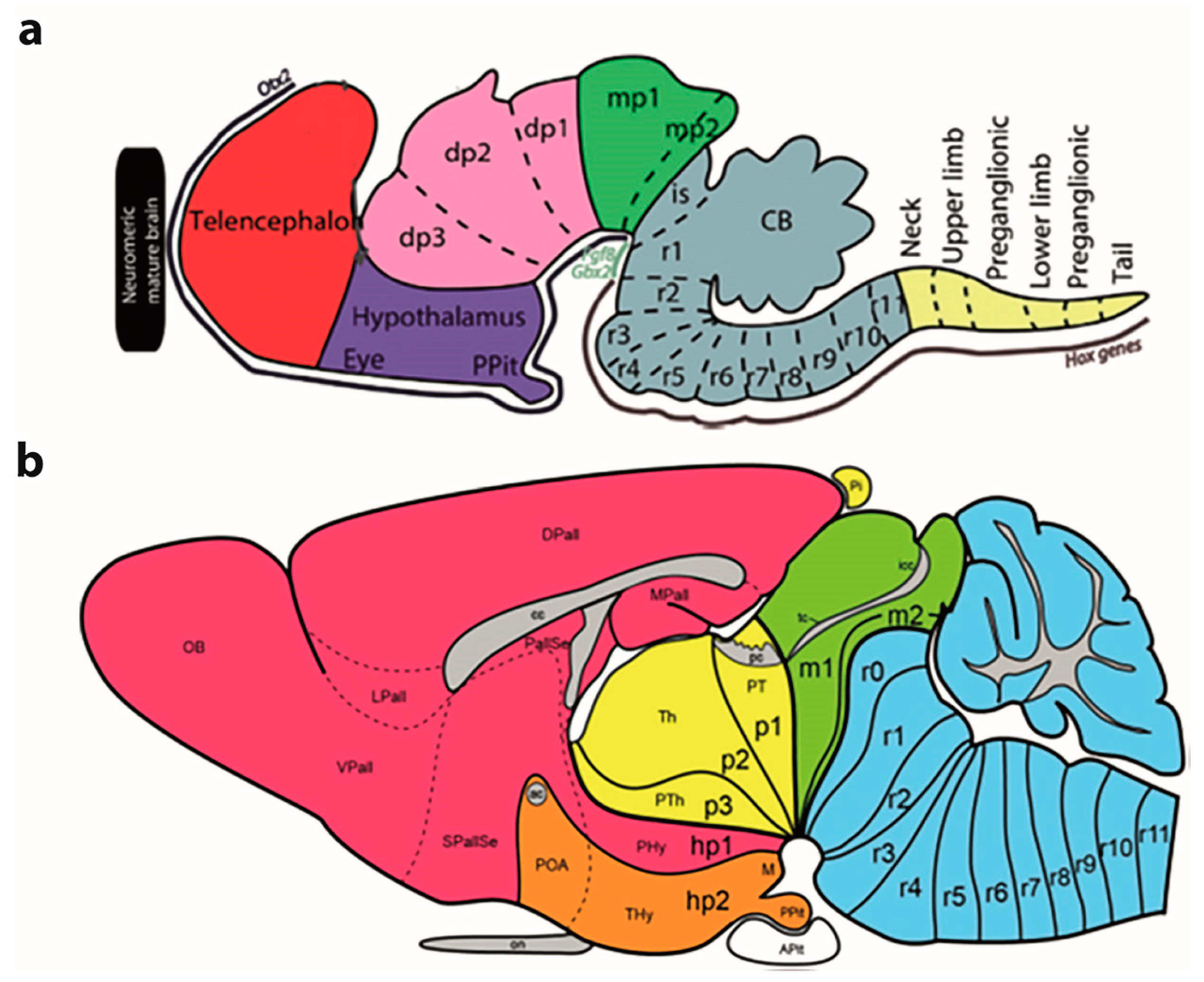
Neuromeren bij de mens van embryo en volwassen stadium

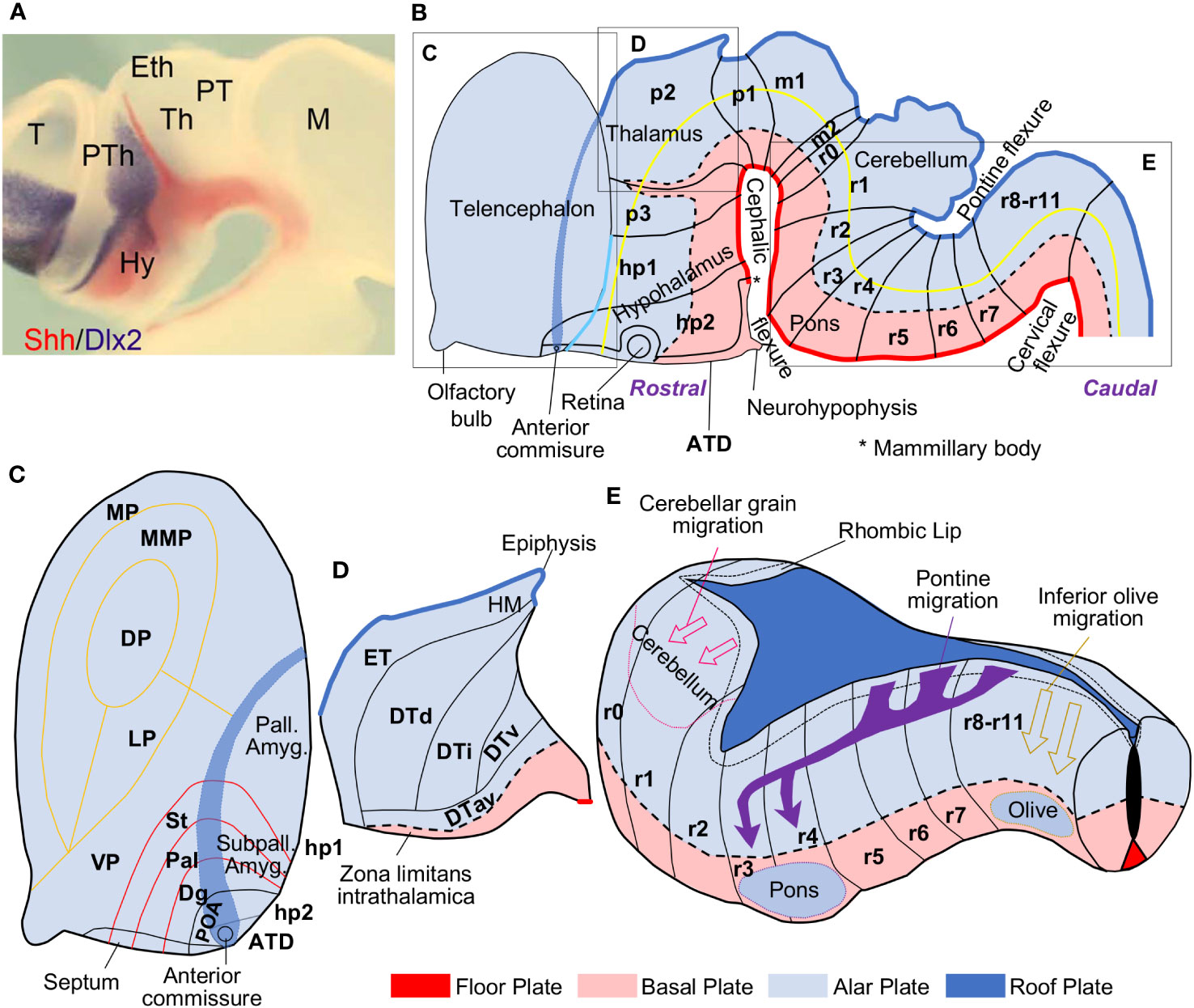
Kuikenembryo. Neuromeren: r11-r0, m2-m1, p1-p3, hp1, hp2. (hp1, hp2: hypothalamus prosomeren)

Een neuromeer is een afzonderlijke groep cellen van het paraxiale mesoderm, die segmenten vormen in de neurale buis bij de vroege embryonale ontwikkeling van de hersenen. Ze staan loodrecht op de longitudinale as van de embryonale hersenen en strekken zich aan beide kanten van de hersenen uit.
Er zijn drie klassen neuromeren in het centrale zenuwstelsel:
- prosomeren (voor het prosencephalon) ontwikkelen de voorhersenen
- mesomeren (voor het mesencephalon) ontwikkelen de middenhersenen
- rhombomeren (voor het rhombencephalon) ontwikkelen de ruithersenen

Neuromeren kunnen vervolgens worden opgedeeld, zodat elk segment verschillende en unieke genetische eigenschappen draagt, die verschillende kenmerken tot uitdrukking brengen in de ontwikkeling.
Neuromeren werden voor het eerst ontdekt aan het begin van de 20e eeuw.  Hoewel onderzoekers de verschillende tekenen van differentiatie tijdens de embryonale ontwikkeling al lang hebben herkend, werd algemeen aangenomen dat neuromeren geen verband hielden met de structuur van het zenuwstelsel. De Zweedse neuro-embyrologen Bergquist en Kallen hebben de rol van neuromeren verduidelijkt door verschillende onderzoeken uit te voeren waaruit blijkt dat neuromeren belangrijk zijn bij de ontwikkeling van het zenuwstelsel. Deze experimenten bestonden uit het bestuderen van de hersenen van verschillende gewervelde dieren tijdens hun ontwikkelingsperiode.
Tijdens de embryonale ontwikkeling stimuleren neurale lijst-cellen van elk neuromeer de ontwikkeling van de zenuwen en slagaders, wat helpt bij de ontwikkeling van craniofaciale (gezicht) weefsels. Als de genexpressie fout gaat, kan dit ernstige gevolgen hebben voor het zich ontwikkelende embryo, wat leidt tot afwijkingen zoals een gespleten gehemelte. De anatomische grenzen van neuromeren worden bepaald door de expressie van unieke genen, bekend als de Hoxgenen, in een bepaalde zone. De Hoxgenen bevatten de 183-bp homeobox, die codeert voor een bepaald deel van de homeoboxeiwitten, het homeodomein. Het homeodomein kan zich vervolgens binden aan andere delen van het DNA om de genexpressie te reguleren. Deze genen bepalen de basisstructuur en oriëntatie van een organisme nadat de embryonale segmenten zijn gevormd. De neurale lijstcellen die zich buiten een bepaald neuromeer bevinden, zullen dezelfde eiwitten tot expressie brengen als de cellen die zich in de neurale buis bevinden. De genen die tot expressie worden gebracht, vallen in twee categorieën: extracellulaire signaalpeptiden en intracellulaire transcriptiefactoren. De genen kunnen verschillende taken op verschillende tijdstippen uitvoeren, afhankelijk van de omgeving die wel of niet verandert en wanneer ze worden geactiveerd en tot expressie worden gebracht.
De neurale lijst werd voor het eerst ontdekt door Wilhelm His in 1868 toen hij het embryo van een kuiken bestudeerde.   Hij noemde het eerst Zwischenstrang, wat letterlijk vertaald 'tussenliggend koord' betekent. De naam neurale lijst ontwikkelt zich uit de neurale plooien tijdens de embryonale ontwikkeling. Dit is waar de neurale plaat vouwt en de neurale lijst vormt. Neurale lijstcellen worden uiteindelijk delen van het perifere zenuwstelsel. Tijdens de ontwikkeling wordt de neurale buis beschouwd als de voorloper van het ruggenmerg en de rest van het centrale zenuwstelsel.
De voorhersenen vormen de zes prosomeren, p1 tot p6, die vervolgens worden verdeeld in twee andere categorieën, dorsaal en ventraal. Het telencephalon vormt zich uit de dorsale delen van p6 en p5, waarbij p6 het smaakzintuig wordt en p5 samenvalt met het visuele systeem. Mesomeren, m1 en m2, worden de middenhersenen, die de colliculi superior en inferior bevatten. De 12 rhombomeren, die genummerd zijn van r0 tot r11, vormen de achterhersenen. Het myelencephalon bestaat uit rhombomeren r2 tot r11, die ook het ruggenmerg vormen. Deze rhombomeren zijn ook geassocieerd met de neurale lijst die de kieuwspleten vormen, een set zichtbare weefsels die in lijn liggen met de zich ontwikkelende hersenen. De hypothalamus vormt de hp1, hp2 prosomeren.. Bij insecten a1 tot a9 van het abdomen en t1 tot t3 van de thorax. Bij triops (kreeftachtigen) zijn mx1-2 neuromeren van de maxilla en th1-3 neuromeren van de poten 1 tot 3.

## Afbeeldingen

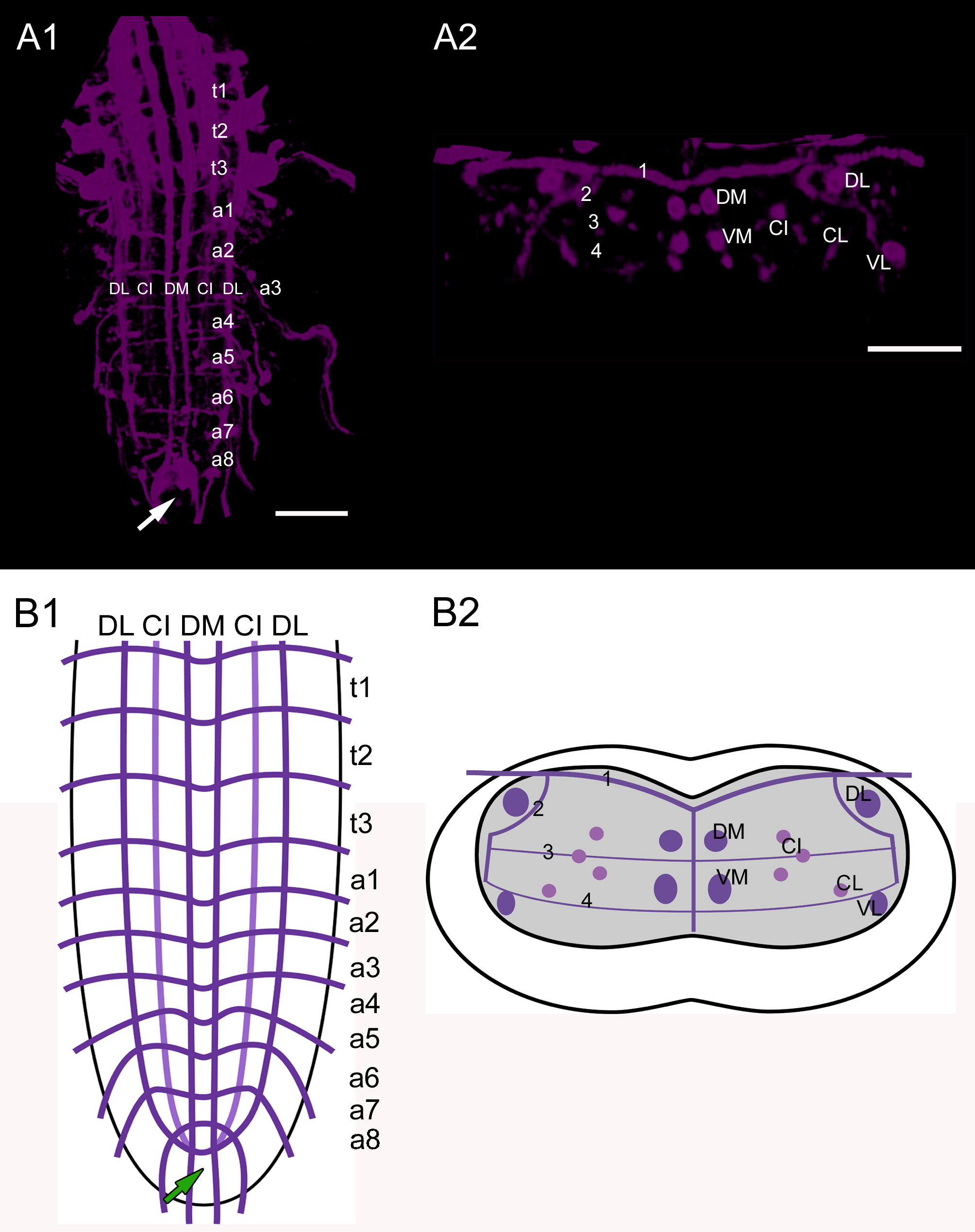
Neuromeren bij de bananenvlieg (insecten)
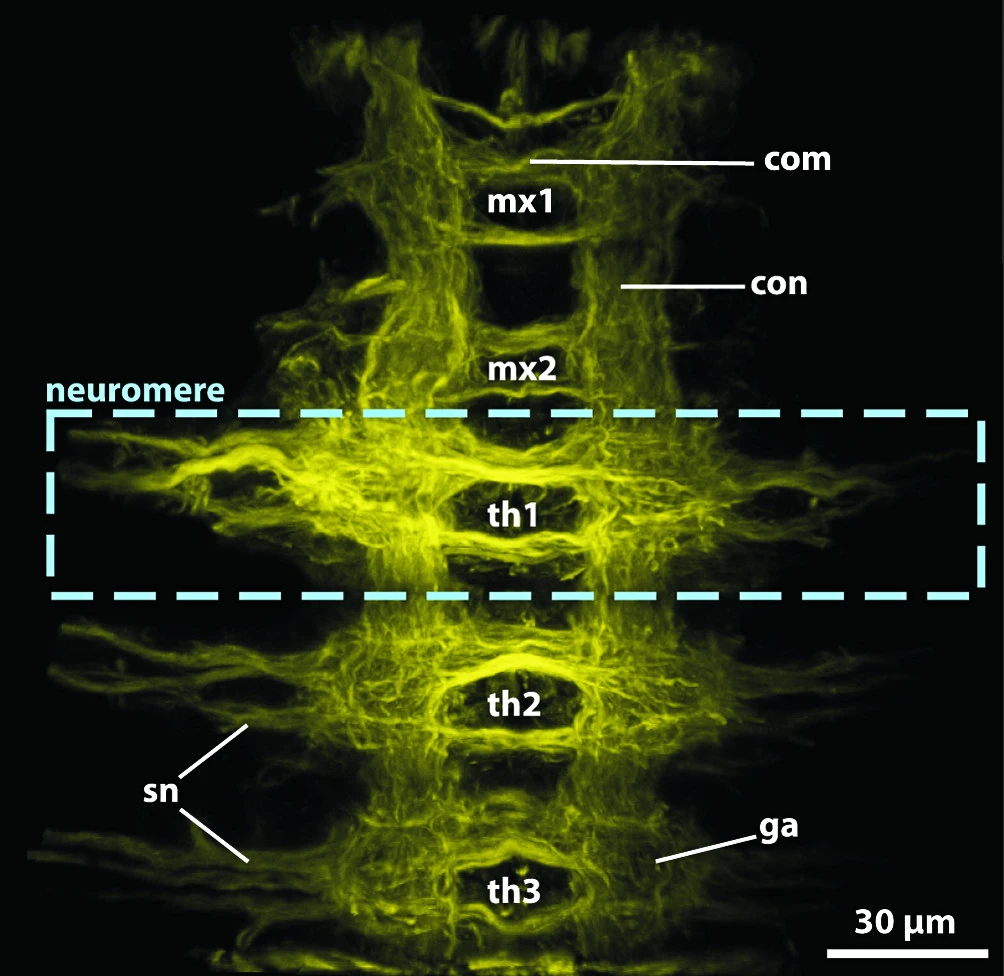
Neuromeer van Triops cancriformes (Triops,kreeftachtigen)
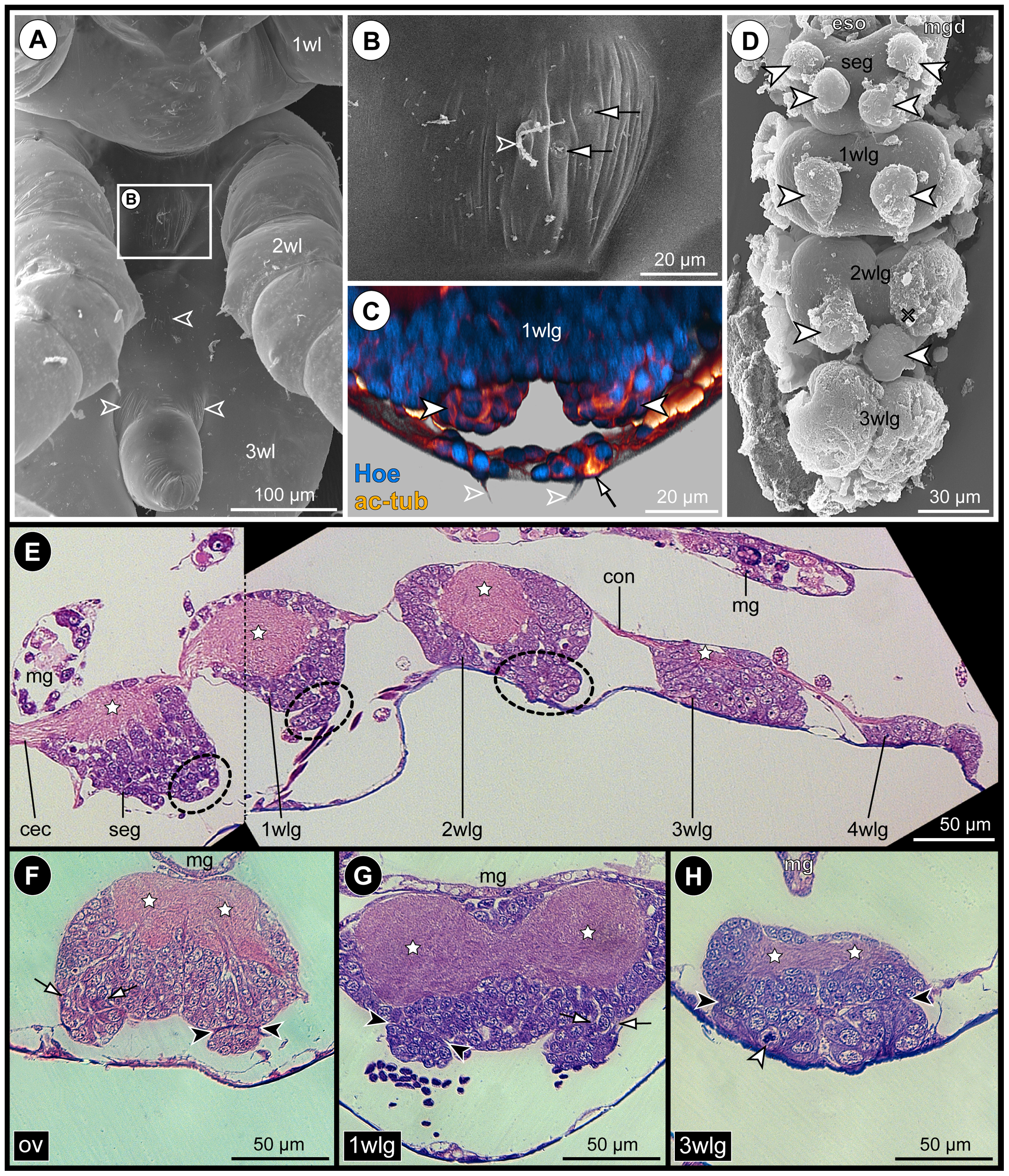
ov: Neuromeer van oviger van Pseudopallene sp. (zeespinnen)
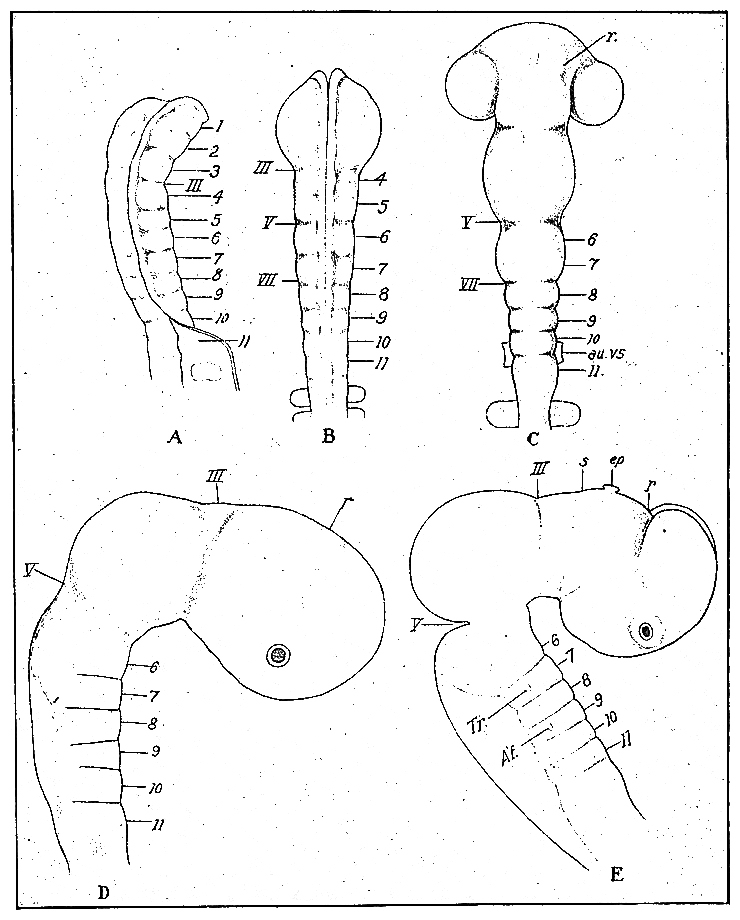
Vijf stadia van de neuromeren van de hersenen van het kuiken. A. Neurale groef in een embryo met 4 somieten. B. Hersenen van een 7s embryo, 26 uur oud. Dorsaal aanzicht; de drie voorste neuromeren zijn praktisch verdwenen. C. Hersenen van een 14s embryo. De neuromeren zijn nu verdwenen in het middenhersenengebied. D. Rechterkant van de hersenen van een kippenembryo, 47 uur oud. E. Rechterkant van de hersenen van een embryo, 80 uur oud.
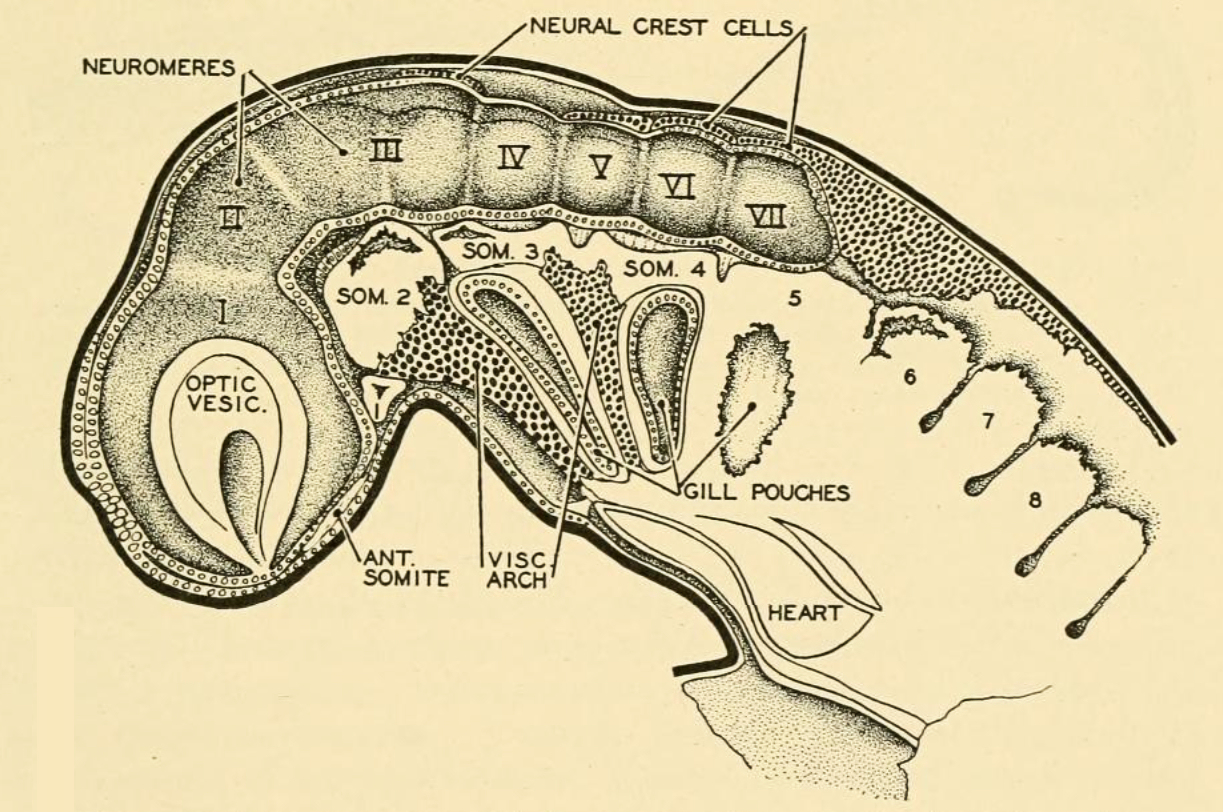
Neuromeren van een 5 mm groot Squalus embryo
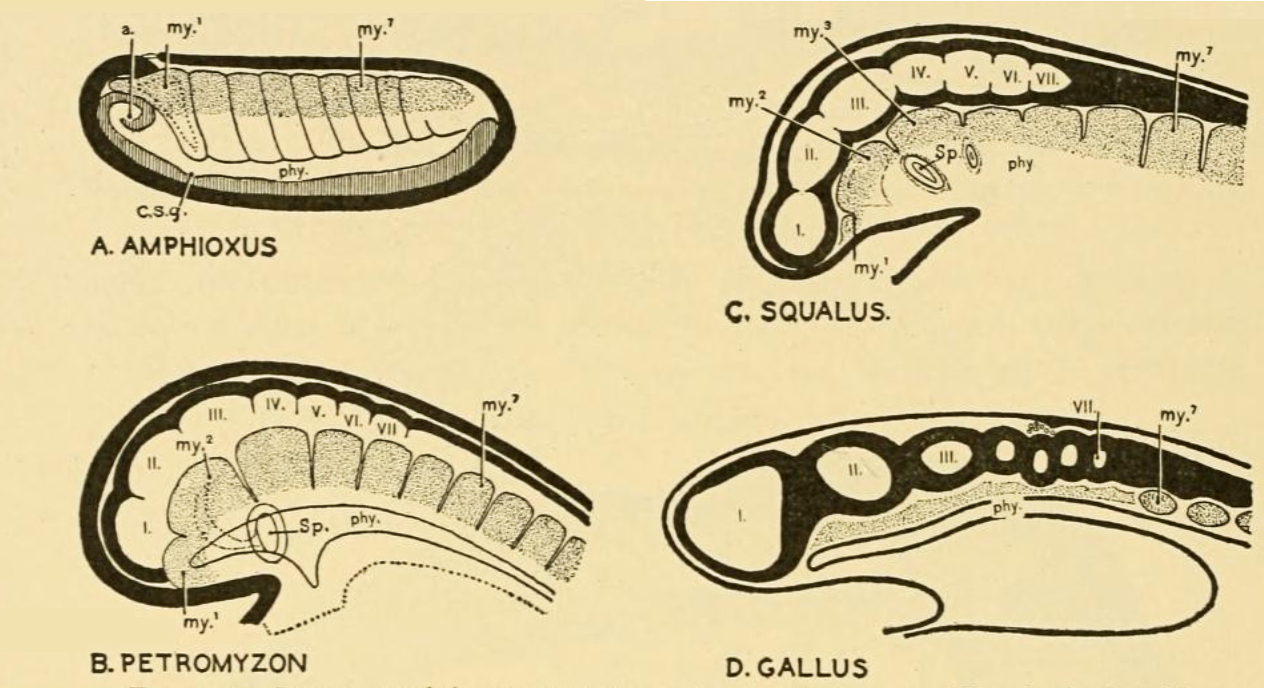
Neuromeren bij verschillende soorten